# ذى شعيرة (إب)

تعديل مصدري - تعديل

ذى شعيرة هي إحدى قرى عزلة الروس بمديرية إب التابعة لمحافظة إب، بلغ تعداد سكانها 211 نسمة حسب تعداد اليمن لعام 2004.